# Zamek Quingenburg
Zamek Zwinburg (Zamek Quingenberg, Zamek na Garncarzu) – śladowe szczątki ruin po zamku w postaci porozrzucanych po północnym stoku góry głazów i kawałków kamieni z muru.

## Położenie
Zamek znajdował się w środkowej części Gór Sowich w Sudetach Środkowych w województwie dolnośląskim, przy drodze wiodącej w kierunku Przełęczy Woliborskiej ok. 4,5 km na północny wschód od Nowej Rudy.
Zamek został zbudowany na stromym i skalistym wzgórzu Garncarza, wznoszącym się 644 m n.p.m. i sąsiadującym ze skałkami. Szczyt zbudowany jest z gnejsowych skał. Całe wzgórze oraz otoczenie ruin zamku porośnięte jest lasem świerkowym regla dolnego. Zbocza Garncarza są strome, a z trzech stron otoczone są głębokimi dolinkami potoków Piekielnicy. Droga, nad którą stał zamek-strażnica, to szlak handlowy wiodący z równiny śląskiej przez Czechy na południe Europy. Szlak ten nazywano Piekielną Drogą. Był to jeden z „świetlistych szlaków”, a zamek zbudowano dla kontroli i ochrony tego szlaku. Wstępne prace archeologiczne prowadzone w 1993 odsłoniły znikome resztki zabudowy.

## Opis zamku
Zamek Zwinburg/Quingenberg zbudowano pod koniec XIII wieku na skalnym stromym wzniesieniu z nieobrobionego kamienia. Będąca w powszechnym obiegu nieprawidłowa nazwa zamku Quingenberg pochodzi od niemieckiej nazwy góry Garncarz, na której stoi. Dawne źródła, m.in. Chronik der Stadt Neurode podają nazwę Zwinburg jako oryginalną. Prawdopodobnie tak jak inne zamki obronne budowane w tym okresie, była to mała warownia (strażnica), zbudowana na obrysie nieregularnego owalu. Zamek składał się z zamku górnego, zamku dolnego oraz dziedzińca wewnątrzzamkowego. Całość zajmowała powierzchnię nie większą niż 700 m². W części środkowej obwarowania być może stała okrągła wieża, a budynek  mieszkalny znajdował się prawdopodobnie w jednym z naroży dziedzińca. Całość otoczona była kamiennym murem obronnym. Ciasny dziedziniec mieścił wewnątrz stajnie, zabudowania gospodarcze, pomieszczenia dla załogi, budynek z wartownią oraz bramę wjazdową. Biorąc pod uwagę ukształtowanie terenu, droga do zamku prowadziła od strony wschodniej i z tej też strony prawdopodobnie znajdowała się brama wjazdowa do zamku.

## Historia zamku
Prawdopodobnie w połowie XIII wieku książę Bolko I świdnicki kazał zbudować zamek murowany jako jedno z ogniw łańcucha umocnień wzdłuż granicy czeskiej. W drugiej połowie XIV wieku zamek, jak wiele innych umocnień granicznych, przeszedł pod panowanie czeskie. W okresie wojen husyckich został opanowany przez husytów i częściowo przez nich zdewastowany i od tego okresu prawdopodobnie ulegał on powolnemu niszczeniu, po czym został na ponad półwiecze opuszczony. Pod koniec XV wieku stał się siedzibą rycerzy rozbójników, rabujących okoliczne miejscowości. Podobnie jak kilka innych gniazd rozbójniczych na Śląsku, zamek został zdobyty i wysadzony w powietrze z końcem XV wieku przez wojska Macieja Korwina, którymi  dowodził Georg von Stein. Od momentu zniszczenia do obecnych czasów zamek pozostaje w ruinie, jednak całkowicie zamek został zniszczony i zrównany z ziemią na początku XIX wieku.

## Funkcje zamku
- Służył utrwalaniu władzy zwierzchniej na bardzo słabo jeszcze zaludnionych terenach górskich.
- Wraz z twierdzami Radosno, Grodno, Nowy Dwór i Rogowiec stanowił lokalną linię umocnień granicznych przy południowej granicy z Czechami.
- Siedziba rycerzy rozbójników w XV w.
- Strzegł drogi handlowej wiodącej z Polski przez Czechy na południe Europy.

## Zamek obecnie
Do dzisiejszych czasów  zachowane są relikty zamku w postaci porozrzucanych po północnym stoku góry kawałków kamieni, pochodzących z muru, oraz częściowe ślady obrysu dawnej warowni.

## Legendy
Jedna z legend głosi, że skałki w Górach Sowich to zaklęci w głazy przez władcę gór Karkonosza rycerze-rabusie z Zamku Quingenburg, którzy następnie zostali porozrzucani po zboczach za karę za swoje czyny.